# رامانا، باکو
رامانا (به لاتین: Ramana) یک منطقهٔ مسکونی در جمهوری آذربایجان است که در باکو واقع شده‌است.